# Tragidion bicolor
Tragidion bicolor là một loài bọ cánh cứng trong họ Cerambycidae.